# Girardinus metallicus
 Girardinus metallicus  és un peix de la família dels pecílids i de l'ordre dels ciprinodontiformes.

## Morfologia
Els mascles poden assolir els 5 cm de longitud total i les femelles els 9.

## Distribució geogràfica
Es troba a Cuba.